# Venusia pygmaea
Venusia pygmaea là một loài bướm đêm trong họ Geometridae.